# Breyeller Platt
Breyeller Platt (Eigenbezeichnung: Braiellsch Platt) ist die Bezeichnung des Ortsdialekts von Breyell. Der Ort gehört heute zur Gemeinde Nettetal.
Das Platt ist die Sprache der ursprünglich bäuerlich geprägten Bevölkerung. Breyeller fahrende Händler entwickelten auch eine eigene Rotwelschvariante, die unter dem Namen Henese Fleck (Heenese Vlek) bekannt ist, allerdings mit dem Breyeller Platt kaum Überschneidungen aufweist.

## Einordnung
Das Breyeller Platt gehört zu den Übergangsmundarten zwischen dem westlichen Limburgischen, dem Ripuarischen und dem Kleverländischen. Es ist westlich der Einheitsplurallinie angesiedelt und nördlich der Benrather Linie sowie zugleich südlich der Uerdinger Linie. Es gehört damit zu den limburgischen oder südniederfränkischen Dialekten und innerhalb dieser Gruppe zu den westlichsten. Es liegt auch am Rande des Gebiets, dessen Dialekte unter dem historischen Begriff Rhein-Maasländisch zusammengefasst wurden.
Ähnlichkeiten existieren zu anderen limburgischen Dialekten, dort vor allem mit den westlichen, wie dem Krieewelsch und dem Mönchengladbacher Platt. Es sind aber auch Gemeinsamkeiten mit den ripuarischen Dialekten vorhanden. Innerhalb dieser Gruppe ähnelt das Breyeller Platt den westripuarischen Subdialekten.

## Eigenschaften im Vergleich zum Hochdeutschen
Als niederfränkische Mundart weist das Beyeller Platt eine Reihe von markanten Abweichungen vom hochdeutschen Standard auf.

### Phonetik
Das hochdeutsche „ich“ ist, wie bei den meisten ostlimburgischen Plattvarianten, als ech realisiert. Anlautendes „g“ finden nicht statt, es wird stattdessen j verwendet. So wird in diesem Platt für „gesagt“ das entsprechende Wort jesaut verwendet.
Im Breyeller Platt gibt es auch kein hoch- oder mitteldeutsches „z“, stattdessen wird das niederfränkische „t“, wie in Tien (Zehen, Zinn), auch kein hoch- oder mitteldeutsches „s“, stattdessen ebenfalls das niederfränkische „t“, wie in Schproat (Sprosse) verwendet. 
Das hochdeutsche „pf“ wird nicht angewandt, sondern nur das unverschobene „p“ wie in schröpe (schröpfen) oder Pongk (Pfund). Vielfach wird niederfränkisch „f“ oder „v“ gesprochen, wo das Hochdeutsche inzwischen zum „b“ übergegangen ist, wie in schnuve (schnupfen, schnauben), Kärf (Kerbe) oder schruve, jreschuf (schrauben, geschraubt), die auch ein Beispiel für eine hochdeutsche Diphthongierung sind, die das Breyeller Platt nicht aufweist. 
Die im Westripuarischen üblichen Palatisierungen, Velarisierungen und Nasalierungen kennt das Beyeller Platt ebenfalls: biene (bieten, baden (im Sinne: „eine Wunde behandeln“)) jät besongersch (etwas Besonderes), Hongk, Höng (Hund, Hunde), nüngele (nuckeln) und das hochdeutsche „ch“ wird zugunsten des niederdeutschen „k“ nicht benutzt: maake, jemäk (machen, gemacht), niks (nichts). 
Gelegentlich kann man den sogenannten „rheinischen Rhotazismus“ beobachten, etwa in Maach, Maare, Mäech (Magen, Mägen), jedoch nicht durchgängig, einige inlautende „g“ des Standarddeutschen entsprechen einem „j“ im Breyeller Platt, wie in majer (mager). Diese Eigenschaft haben viele Dialekte der deutschen Grenzregion bis in das Platdiets im Montzener Land in Belgien hinein. Wie die Nachbardialekte unterscheidet das Breyeller Platt zwischen dem bilabialen Halbvokal „w“ und dem stimmhaften labiodentalen Frikativ „v“, waal (wohl) und vaal (fahl, bleich) unterscheiden sich. Viele im Deutschen mit dem stimmlosen „f“ gebildeten Wörter haben im Breyeller Platt, wie im südlich angrenzenden Westripuarischen, ein stimmhaftes „v“, zum Beispiel Vrau (Frau) oder Venger (Finger).
Das Breyeller Platt weist eine Menge Längungen und/oder Diphthongierungen bei seinen Vokalen auf, die dem Standarddeutschen unbekannt sind: noahoone (nachhalten), niine (nähen), noiter (nüchtern), und manchmal umgekehrt, Niptang (Kneifzange), lofärtich (leicht(sinnig), geläufig).
Assimilationen sind ausgesprochen gängig und beliebt, viele Worte werden standardmäßig zusammengezogen: jees-e (gehst Du, geht man), en-e und en-t (im und ins), es-e (ist er), möt-en (mit dem, mit einer/m), und so fort.

### Lexik
Viele Worte hat das Breyeller Platt nicht mit dem Deutschen, wohl aber mit den Lokalsprachen seiner weiteren Umgebung gemeinsam, die bis Moers, Krefeld, Oberhausen, Düsseldorf, Köln, Bonn, Aachen und in die Eifel hinein reichen sowie große Teile von Belgisch-Limburg wie Niederländisch-Limburg umfasst und für einige typische Lexeme noch erheblich weiter reicht, etwa vandag (heute), bute (außer), Poosche (Ostern), Engk (Tinte), maar (nur, bloß, aber, jedoch), fiis (unsauber, gemein, anstößig), Kwätschbüül (Ziehharmonika), Pöngel (Menge, Bündel), röesisch (rasend), pöömele ((im Essen) stochern), und viele weitere.

### Satzbau und Grammatik
Die Wortreihenfolge ist gelegentlich dem Niederländischen ähnlicher als dem Deutschen: Schevoue kos-e bis en-e Wengkter ene Jaart lote schtoan. (Wirsing kann man bis in den Winter im Garten stehen lassen). Mit einer großen Region teilt das Beyeller Platt das Zusammenfallen der Flexionsformen von Dativ und Akkusativ zum Objektiv: an-e Döer (an die Tür und an der Tür), an et Hüske (an das Häuschen und an dem Häuschen und zu dem Häuschen).
Wie in vielen westmitteldeutschen und den limburgischen Sprachen werden mit Namen bezeichnete Frauen und Mädchen oft sächlich dekliniert, allerdings in Breyell eher ohne Artikel vor dem Namen: Wi Jreet traue jing, woar et noch net schpuekvrei. (Als Grete zur Hochzeit ging, war sie noch keine hundert Pfund schwer). Auch der Vergleich und die Zeitangabe mit wi (als) sind in einer weiten Region Westdeutschlands verankert. 
Mit andern ostlimburgischen Sprachen hat das Breyeller Platt gemeinsam, dass bei bestimmten Gelegenheiten Artikel mit Wohlklangslauten verwendet werden, zum Beispiel: Dem Buer hät et Schtrüe op et Büen (Der Bauer hat das/sein Stroh auf der Tenne) und nicht: Dä Buer …
Die Breyeller Verben enden im Infinitiv in der Regel auf -e, mehrsilbige immer. Nur einige starke, unregelmäßige, im Infinitiv einsilbige enden auf -n, wie beispielsweise jon (gehen).
Die Mehrzahl von Substantiven bildet das Breyeller Platt meist durch Anhängen von -e, wie Dues, Duese (Dose, Dosen), selten -er, wie in Brook, Brooker (Sumpf, Sümpfe), allerdings auch durch Umlautung, wie bei Schroam, Schröem (Schramme, Schrammen), gelegentlich, insbesondere bei zusammengesetzten Wörtern, fallen Singular und Plural zusammen, so etwa Schpöölschteen (Spülstein, Spülsteine). Lediglich Wörter mit -e am Ende bilden ihre Mehrzahl mit -s, etwa Schwejersche, Schwejersches (Schwägerin, Schwägerinnen), Schwikjee, Schwikjees (Snob, Angeber, Stutzer), Brökske, Brökskes (Brückchen). Es gibt auch einige unregelmäßige Pluralbildungen, wie in Bruet, Bruer ((kräftiges) Brot, Brote).
Verkleinerungen werden durch Anhängen von -ke oder -ske gebildet.

## Beispielsätze
- Et Nausch sint al de Kot jriis. (Nachts sind alle Katzen grau.)
- Möt braiellsche Kärmes joaven et emer de ärschte Kiersche. (Zur Breyeller Kirmes gab es immer die ersten Kirschen.)
- Dou Klaapmul, wän men dech jät vertält, mos-e träk wär klaape! (Du Klatschmaul, wenn man Dir etwas erzählt, musst Du es direkt weiter tratschen!)
- Dä Klaierschtoof hap ech langs de Döer jejole. (Den Kleiderstoff habe ich an der Türe [von einem Hausierer] gekauft.)
- Vör en näte Klenger bön ech emer de habe. (Für eine nette Unterhaltung bin ich immer zu haben.)
- Ene Wengkter jinge de Vraue schekschoonjaare, un et Vus broak en et Iis en. (Im Winter gingen die Frauen Schlittschuhlaufen, und die Rothaarige brach in dem / in das Eis ein.)
- En di Vroach jon ech möt dech enich. (In der Frage gehe ich mit Dir einig - sind wir uns einig.)

## Hinweise und Quellen
1. ↑  vergleiche zum Beispiel mit dem Krieewelsch Platt